# Ajka (stad)
Ajka (Duits: Eikau) is een stadje in Hongarije praktisch midden in het Bakonywoud aan de Marcal-rivier, die nabij Jánosháza gekanaliseerd wordt. Het stadje ligt ook vlak bij een mijngebied, met zijn Ajka-Mijnmuseum en op 45 km ten westen van Veszprém en op 38 km ten zuidoosten van Pápa.
Het centrum en de woonkern is modern opgetrokken waartussen de barokkerk uit de 18e eeuw van Ajka staat. Verder heeft Ajka een grote camping.
Voorts heeft Ajka een Tó Vendéglö Ajka-Park, waar men in het meer kan roeien en langs het meer wandelingen kan doen en een openlucht- wapen- en vliegtuigmuseum.
De stad kwam in oktober 2010 wereldwijd in het nieuws omtrent een giframp in een aluminiumfabriek. Door een dambreuk van een afvalreservoir lekte de aanwezige slib weg en bedreigde drie gewesten met in het rampgebied zeven plaatsen.

## Geboren
- Tamás Pető (8 juni 1974), voetballer